# Българи в Косово
Българите в Косово са етническа група, която представлява значителна част от населението на страната. Съставена е от няколко субетнически групи – горани, жупци, торлаци. По официални оценки българите в районите на Гора и Жупа са 15 000 души. Според оценки на българите, в които се твърди че са асимилирани към различни етноси (вкл. македонци, сърби и албанци), техния общ брой е между 125 000 – 150 000 души.

## Етническо землище
Хора с български произход представляват значителна част от населението на общините Драгаш (Шар), Щръбце и Призрен. Компактна българска общност има в община Ораховац. В община Драгаш има 19 села, предимно горани.

## Организации
В сайта на ДАБЧ на България се посочва, че в Косово има 3 организации на българите – 2 дружества и 1 младежка организация.
Дружества
- Културно-просветно дружество на българите в Жупа „Български мохамедани“ със седалище в село Долно Любине. Създадено е през 2004 г. Развива културна дейност и се стреми да възражда и съхранява българската идентичност.[5]

- Обединени българи в Косово e неправителствена организация със седалище в село Горни Кръстец.[5] На 30 май 2018 г. около 500 българи от организацията внасят подписка за признаването на българската национална общност в Косово.[6] Документът е официално представен на местните власти с искането да се вземе решение дали българската общност да бъде добавена сред останалите официално признати общности в страната. С което официалният статут би дал права като право на медии, на обучение на собствен език, политическо представителство в парламента, включително в съответните държавни органи.[7]

Младежки организации
- Културно-просветно-образователно дружество „Български младежки съюз Гора“ със седалище в град Призрен. Създадено е на 15 декември 2005 г., преименува се на 27 март 2006 г. за да се изтъкне българската си принадлежност.[5]

## Галерия
- Села населени предимно с горани в Косово и Албания.